# TuralTuranX
TuralTuranX är en azerisk musikduo bestående av tvillingbröderna Tural Bağmanov och Turan Bağmanov, födda 30 oktober 2000 i Zaqatala i Azerbajdzjan. De representerade Azerbajdzjan i Eurovision Song Contest 2023 med låten "Tell Me More".

## Historia
Bröderna började intressera sig för musik när de såg ett piano i skolan och var så fascinerade av det att de började öva på sånger i smyg. Deras far köpte sedan en begagnad synthesizer till dem. Senare lärde de sig att spela gitarr. Tural och Turan började även dyka upp i skolor och vid vissa evenemang. Efter deras fars död slutade de tillfälligt att göra musik. Tural flyttade senare till huvudstaden Baku och grundade bandet TheRedJungle tillsammans med en vän, som Turan också uppträdde med. Bröderna uppträdde också som gatumusikanter.
Den 2 februari 2023 blev det bekräftat att TuralTuranX var bland de fem kandidaterna i Azerbajdzjans interna uttagning till Eurovision Song Contest 2023. Den 9 mars valdes duon ut till att representera Azerbajdzjan i tävlingen. De tävlade i den första semifinalen den 9 maj med sin låt "Tell Me More", men misslyckades med att kvalificera sig till finalen. De slutade på 14:e plats med 4 poäng, vilket är det näst sämsta resultatet som Azerbajdzjan någonsin uppnått i tävlingen.

## Privatliv
Tural och Turan hade två andra bröder vid namn Emin och Jamal, som båda omkom i en trafikolycka i Yuxarı Tala 2015.

## Diskografi

### Singlar
- "Tell Me More" (2023)
- "Reasons to Get High" (2024)